# Digama
Digama (veliko slovo Ϝ; malo slovo ϝ; brojka ϛ) jest slovo grčkog alfabeta koje se upotrebljavalo za zapisivanje glasa [w], ali kasnije je opstalo samo kao brojka 6. U bizantsko se vrijeme zvalo espisēmon, ali u pismu se pomiješalo sa slovom stigma koje označava brojku 6.

## Podrijetlo
Potječe od feničkog slova vav  koje je dalo i ipsilon. Od njega je nastalo latinično slovo F.

## Šifra znaka
|                | Ϝ                    | ϝ                          | Ϛ                   | ϛ                         |
| -------------- | -------------------- | -------------------------- | ------------------- | ------------------------- |
| Unicode-ime    | GREEK LETTER DIGAMMA | GREEK SMALL LETTER DIGAMMA | GREEK LETTER STIGMA | GREEK SMALL LETTER STIGMA |
| Unicode        | U+03DC               | U+03DD                     | U+03DA              | U+03DB                    |
| UTF-8          | CF 9C                | CF 9D                      | CF 9A               | CF 9B                     |
| HTML           | &#x3DC;              | &#x3DD;                    | &#x3DA;             | &#x3DB;                   |
| HTML-Identitet | &Gammad;             | &digamma;, &gammad;        |                     |                           |